# TN 75 (核弾頭)
TN 75はフランスが開発した核弾頭。熱核弾頭であり、M45およびM51潜水艦発射弾道ミサイルのMIRV弾頭として搭載されている。TN71核弾頭/M4ミサイルの後継となるものであり、1987年から開発が開始された。1995年には実証試験としてファンガタウファ環礁で地下核実験を行なっている。M45とともに1996年より部隊配備が開始された。